# Anaceratagallia lithuanica
Anaceratagallia lithuanica är en insektsart som beskrevs av Vilbaste 1974. Anaceratagallia lithuanica ingår i släktet Anaceratagallia och familjen dvärgstritar. Enligt den finländska rödlistan är arten sårbar i Finland. Arten är reproducerande i Sverige. Artens livsmiljö är sandstränder vid Östersjön. Inga underarter finns listade i Catalogue of Life.